# 原來我不帥
《原來我不帥》是一部台灣偶像劇，共13集(台灣版本)，改編自網路小說作者Lowes的網路小說《原來我不帥》。由林俊傑、曾愷玹、李玖哲、張勛傑、路嘉欣、姚安琪、鍾欣怡主演。而劇裡的校園場景主要在台灣的佛光大學、宜蘭大學、淡江大學拍攝，其它場景包含：台北市信義區、臺北縣淡水鎮、臺中縣的高美濕地風力發電海灘、台北市京華城、臺北縣金山鄉中角彎咖啡廳(男主角小莊打工的咖啡廳拍攝場景)。

## 播放時間
台灣
- 2008年1月13日於民視首播(逢星期日晚上十點十五分)
- 2008年1月19日在衛視中文台緊隨播放(逢星期六晚上九點半)，共13集
- 2008年6月29日於民視重播(逢星期日下午四點整)

2008年於星空衛視首播
- 2009年11月2日在Channel V(週一至週日晚上11點播出)

## 故事概要
小莊一點都不帥，從小偏偏有個「帥哥」的綽號？身為「宅男」的小莊，把馬只有三種必殺技：搞笑、發傻、裝瘋賣傻，女生看到他，眼睛要保安，男生看到他，勸他要結紮，但他好死不死卻對上全校最冷艷的校花Cindy，一見鍾情從此愛上她，只是第一次見到Cindy就慘遭她的痛毆，第二次見到她，又拿到「限量發行的醜人卡」，求愛之路坑洞不斷，但小莊仍以死守「四行倉庫」的精神，加上兩位死黨餿主意盡出，眼看即將可以握住佳人柔軟的手，卻在此時，Cindy竟答應了籃球社帥哥兼企業小開的浪漫邀約……

### 小莊
小莊(林俊傑飾)從小自以為很帥，因為身邊的親戚朋友，甚至到麵店的老闆娘、填問卷的美眉、賣黃牛票的大嬸、借抄報告的同學，人人都喊他「帥哥」，這個夢幻般的尊貴頭銜，卻在踏入校園後，一切破滅，除了被校花奉送『醜』、『斃』、『了』三箭穿心外，同學更藉小莊照片發行『醜人卡』，製作成精美的T恤、卡片、簡餐折價券...，小莊從此展開一段原來我不帥的『好人生涯』。

### 斯斯
斯斯(李玖哲飾)是韓國僑生、謎樣生物、隨時讓人抓狂的未爆彈，最大的興趣—跟外星人接觸，唯一知音──賽鴿「老王」，斯斯最常說的話：『你一定不是地球人！』，祖籍：火星。

### 阿康
阿康(張勛傑飾)是小莊的愛情顧問師，身為『把妹聖手』的他，實務經驗足以讓他躋身為『國際分身術學會』的榮譽會員，可惜傳授給小莊的痞子求愛法則，讓長得勉強可愛的小莊吃盡苦頭，寧可回斯斯的故鄉—火星泡妞。

### 校花Cindy
男人女人眼中又酷又兇的校花Cindy(曾愷玹飾)，想不到她誰都不愛，偏偏最愛駐校的流浪狗，生平最恨別人虐狗，看到了一定上前去拼命，最大的心願就是能親手煮好吃的『蛋包飯』給「他」品嚐，雖號稱是『好人卡批發商』，卻給小莊特别待遇──最限量醜人卡~~徹底打碎了小莊的帥哥夢，究竟小莊要如何善用那張限量卡，讓自己成為Cindy眼中另一種限量卡？

### 巧萍
乖乖牌的學生會會長巧萍(姚安琪飾)，性格內烈外柔，一旦愛上了人，可是會展現讓人跌破眼鏡的魄力和決心，跟小莊因緣際會結識後，加入賽鴿社，後來更為了完成小莊和老王的夢想，全力以赴。

### 嫚嫚
嫚嫚(路嘉欣飾)Cindy的好友，富有正義感，個性兇悍，是合氣道社社長，常常幫Cindy趕身邊的蒼蠅，本來跟阿康很不對盤，發生了種種事情後，變成阿康的女友。

### 品萱
品萱(鍾欣怡飾)是地球人與外星人的合體，因為適應了地球生活，還愛上了地球人金斯斯，在愛情力量催化下，終於讓野蠻的品萱、楚楚可憐的品萱在同一個身體中，達成了共識～～就是她們要與斯斯談一場空前絕後的三人愛，奇特的愛情，配上不按牌理出牌的金斯斯，譜出一連串好氣又搞笑的愛戀故事。

## 人物介紹

### 主要演員
| 演員   | 角色          | 介紹 | 特性                                     | 科系           | 社團或職業                                         |
| 林俊傑 | 莊俊維(小莊)  | 搞笑是他的本性；裝傻是他的武器；痔瘡是他的祕密。長得勉強算可愛的他，好死不死他卻邂逅了校花Cindy，一見鍾情，從此深深愛上她～只是小莊的求愛之路實在不順遂，第一次見到Cindy就慘遭Cindy痛毆，第二次見到她，又被給了張限量發行的醜人卡，為了奮發圖強，在他不屈不撓的努力下，眼看Cindy似乎慢慢有接受他的跡象，但人生總是充滿了荊棘與磨難，Cindy還是拒絕了他，接受籃球社帥哥主將的追求，小莊又再次遭受無情的打擊，而這時賽鴿社社員巧萍跌破眾人眼鏡地向小莊告白，小莊會接受巧萍嗎？或是抱著死守四行倉庫的決心繼續等待Cindy呢？ | 原來並不帥的好人                         | 資管系二年級生 | 賽鴿社、美食社                                     |
| 李玖哲 | 金斯斯(斯斯)  | 小莊好友&老王好友。小莊的天兵室友NO.1，滿腦子稀奇古怪的想法，特殊專長是講冷笑話，一分鐘之內把人搞得精神耗弱更是他的強項。和他相處超過一小時，則會抱持著不是你死就是我亡，為民除害的悲壯決心。身為賽鴿社副社長，斯斯表示他除了致力研究賽鴿教育心理學外，自認對校園貢獻良多，只可惜一直無法得到師長同學的認同（編按：你以為全部人都跟你一樣腦殘嗎？）賽鴿老王是斯斯唯一的知音，只要一個眼神，不必多餘的語言，就能了解彼此的心意，這段一人一鴿相互扶持照料，超越種族的大愛（？）令人動容不已。                            | 滿腦子稀奇古怪的想法，特殊專長是講冷笑話 | 資管系二年級生 | 賽鴿社、校園七大奇案真相調查委員會、熱舞社看妹癡男 |
| 張勛傑 | 方文康(阿康)  | 小莊好友&把妹高手。小莊的天兵室友NO.2，同時也是賽鴿研究社的發起人兼社長， 總是一臉賤賤地痞樣，自以為瀟灑。談過幾次戀愛，自封是情場浪子的阿康，最喜歡充當小莊的愛情分析師，他的名言是：好的老師讓你發卡發到煩，壞的老師讓你接卡接到軟！（編按：好人卡）話雖如此，但令小莊抓狂的是只要照他的話去做，結果似乎從來沒有對過！而熱愛籃球的他卻隱藏住他高超的球技。 | 總是一臉賤賤地痞樣，自以為瀟灑。         | 資管系二年級生 | 賽鴿社發起人兼社長                                 |
| 曾愷玹 | 徐心婷(Cindy) | 校花。綽 號：罡妹（比正妹還正四倍之意，年輕人的最新用語）。身高168，一頭栗色長髮，加上冷艷不做作的風格，不管走到哪裡Cindy都是眾人注目的焦點。雖然追求者前仆後繼不停湧上來，但Cindy總是冷然拒絕，發好人卡決不手軟，甚至當小莊鼓足所有勇氣向她告白時，居然還發出一張限量醜人卡，徹底打碎了小莊的帥哥夢。沒人知道在Cindy冷漠的外表下，也有著一顆纖細的心，因為暗戀上已過世姊姊的男友兆偉（Stephen），所以不會將其他同年齡男生看在眼裡，但兆偉眼裡始終把Cindy當成小妹妹。                                                  | 校花                                     | 企管系大二生   | 美食社、插花社                                     |

### 其他演員
| 演員   | 角色       | 介紹 | 特性                                               | 科系           | 社團或職業             |
| 路嘉欣 | 嫚嫚       | Cindy的死黨&合氣道高手。校花Cindy的死黨，是個活潑開朗的甜美女孩，因暗戀阿康而加入賽鴿研究社（這應該是她人生中最錯誤的決定），與阿康是對歡喜冤家。對於小莊仿效國父十次革命鍥而不捨的追求精神相當感動，因此經常會暗中提供Cindy的消息給小莊知道，是小莊最倚重的首席愛情線民。 | 是個活潑開朗的甜美女孩，因暗戀阿康而加入賽鴿研究社 | 企管系大二生   | 合氣道社長兼賽鴿社社員 |
| 姚安琪 | 巧萍       | 臉上總掛著甜甜的笑，巧萍是屬於溫柔婉約，易於親近的中等美女，但令人完全不敢置信的是，這樣的優質美女居然會喜歡上宅男派的小莊，這簡直跌破所有人的眼鏡。巧萍在小莊一度失去Cindy時，向小莊告白，兩人曾經在一起一陣子，但愛情就是這麼奇妙，小莊心裡始終還是喜歡著Cindy，巧萍知道，最後為了成全小莊，退出這三角習題… | 中等美女。                                         | 中文系大二生   | 學生會會長、赛鸽社社员 |
| 鍾欣怡 | 劉品萱     | 外表俏麗可愛，但骨子裡卻是個少根筋的傻妞，因實習採訪賽鴿研究社而與斯斯認識，思考同樣異於常人的兩人隨即陷入熱戀，還被同學票選為校園最速配情侶！然而兩人最後卻因不明原因分手，據某消息靈通人士表示兩人是因第三者介入而分手，而更令人震驚的是他指稱賽鴿老王其實就是三者，不過這項傳聞始終未得到當事人的証實就是了。 | 雙重人格。                                         | 生物系大一新生 |                        |
| 修楷   | 段兆偉     | Cindy過世姊姊的男友。Cindy過世姊姊的男友，個性斯文、彬彬有禮，是名獸醫，心裡始終無法忘懷對過世女友的愛，將Cindy當成小妹妹看待，家裡為其安排相親對象，兆偉最後接受家裡的安排，拒絕了Cindy，讓Cindy崩潰，情感受傷甚重... | Cindy過世姊姊的男友                                |                | 獸醫                   |
| 郭堯中 | JASON      | 系花殺手&帥金小開。同時也是籃球社主將，外貌英俊瀟灑兼多金，是讓許多女生暗中流口水的帥哥小開。據傳聞他歷任女友都是校園一時之選的美女，各科系的系班花，也因此被大家封為系花殺手，他的名言是愛情是有賞味期限的，一碰到Cindy就熱烈愛上，與小莊競爭Cindy，只是他打死也不敢相信，他居然碰到強勁對手小莊… | 是讓許多女生暗中流口水的帥哥小開。                 | 電影系大三生   | 籃球社主將             |
| 劉亮佐 | 賴組長     | 為人嚴肅，做事一板一眼，經常打壓賽鴿社。學校課外活動組組長，為人嚴肅，做事一板一眼，對於賽鴿研究社種種無厘頭的行事作風相當感冒，舉凡刪減社團經費到拆除違建鴿社，打壓阿康等人不遺餘力，揚言一定要讓賽鴿研究社關門大吉，而這些事也讓他們小莊、阿康、斯斯三個對賴組長是又愛又恨，只是當小莊某次終於整到賴組長時，卻意外發現、賴組長居然是Cindy的遠房親戚～表叔 | 為人嚴肅，做事一板一眼，經常打壓賽鴿社。           |                | 課外活動組組長         |
| 況明潔 | 餐廳老闆娘 | 小莊打工的老闆娘。熱心助人、風韻猶存的熟女，是小莊打工的咖啡廳的老板娘。喜歡用吉普賽算命法來幫小莊解決愛情問題，常常會出一些追女孩子的鬼點子來幫小莊，後來卻因為小莊的關係認識了賴組長，進而產生兩人的戀情發展，在過程中自以為參透愛情面目的老板娘，才發現戀愛並不是件容易的事，也使得在兩人在發展時產生一些好玩有趣的橋段... | 熱心助人、風韻猶存的熟女                           |                | 中角彎咖啡廳老闆娘     |
| 賽鴿   | 王健民     | 賽鴿研究社的鎮社之寶&模仿天王。綽 號：老王、頭文字鴿、秋名山鴿神。賽鴿研究社的鎮社之寶，也是一千零一號的台柱，多才多藝的老王，從靈鳥神籤到模仿王建民，樣樣精通（只除了比賽之外）。牠的特異功能是清醒的時候會讓你以為牠在睡覺，睡覺時會讓你以為牠已經掛掉，而掛掉時會讓你以為牠是清醒的。雖然出身於中正紀念堂的流浪鴿系，但英雄不怕出身低，憑藉著「過彎甩尾」的獨門得意必殺技，老王力爭上游，勇敢面對每次的訓練與挑戰的堅毅精神，絕對可以媲美當年浙江省奉化縣逆流而上的小魚。 | 模仿天王                                           |                | 賽鴿社                 |
| 林利霏 | 勇哥       | 消失已久的籃球傳奇、鐵血籃球教頭。 | 博士候選人                                         |                | 博士候選人             |

### 客串演員
| 演員   | 角色              | 介紹                             | 特性 | 科系 | 社團或職業 |
|        | 校狗茼萵          | 曾因為Cindy得了憂鬱症。          |      |      |            |
|        | 孫胖              | 小莊班上的轉學生。               |      |      | 賽鴿社社員 |
| 黃若白 | 校長              | 校長。                           |      |      | 校長       |
| 林宇中 | 小莊的弟弟─莊俊仁 | 從小崇拜小莊，一直覺得小莊很帥。 |      |      |            |
| 楊韻禾 | 小莊的表妹        | 暗戀小莊，阻止巧萍追到小莊。     |      |      |            |

## 每集劇情大綱

### VOL.1~VOL.2
女生都喜歡耍帥跟擺酷...，宅男卻祇能躲在牆角偷偷幻想，三個宅男、註定宅一輩子，所以我們簡稱他們為三宅一生...以下就是他們的愛情故事，祇能說人神共憤、可歌可泣...
首先先讓三宅之一的斯斯出場吧，身為韓國華僑的斯斯比誰都懶，卻又愛看辣妹，在阿康的餿主意下，竟然把腳打上石膏，加入熱舞社，不但坐著看辣妹看了一個學期，還設網站供網友投票誰跳的好。
阿康很會把妹，每次都有很多招術獲得女生青睞，最餿的就是『英雄帶著智障弟弟去救美』，有一次，三宅中遭遇一向很慘烈的小莊，為了看斯斯扮智障，自願擔綱『把妹腳本』中，調戲美女的大壞蛋，但.....不管他如何大喊「妳以為會有『英雄』來救你嗎？」，英雄和智障弟弟卻始終沒有出現過.....
小莊的慘事不只這一樁，對校花一見鍾情，付出了自己的"肉體"卻還無法得到佳人的關注，不要想歪了，所謂"肉體"，就是第一次見到校花心婷，就慘遭她的痛毆，最後小莊還可憐兮兮的懇求校花再給他一個耳光，不是小莊有被虐狂喔，而是因為『我跟朋友打賭輸了，要被女生賞一個耳光，可是妳把我打那麼慘，偏偏就是少打我一巴掌，現在我已經沒有力氣再讓下一個女生打了，所以.....求求妳，痛快的賞我一巴掌吧!!』
小莊在收到校花心婷『最限量的醜人卡』之前，一直以為自己很帥，因為連過世十年的奶奶都托夢告訴他『愈帥的人責任愈重喔』，無厘頭的發夢不只這一例，當他和阿康、斯斯自創空前絕後的『賽鴿社』時，小莊還夢到他跟校花心婷說：『其實這些鴿子就是我安排在妳身邊保護妳的密探，是的，這也是我成立賽鴿社(任禽流感防治組組長)最大目的.......』

### VOL.3~VOL.4
『賽鴿社』靠著神秘小禮物的發放，以及『預防愛滋、搶救雨林、促進兩岸和平及外太空發展...』等榮耀使命，風光成立，可惜命運多舛，被騙入『賽鴿社』當清潔女僕的嫚嫚為能早日脫離苦海，抓準惡搞社長阿康、搞笑社員斯斯和小莊想賺取社團獎金的心態，嫚嫚將計就計，果然讓課外組賴組長火山爆發，勒令賽鴿社『無限期』停社，也讓死心眼的斯斯為此想不開而出家，阿康只好去合氣道場求嫚嫚幫忙救斯斯，嫚嫚鐵石心腸不肯幫忙，阿康遂要身為合氣道主將的嫚嫚跟他『決鬥』，眼看阿康被打敗在地已無還手餘地，嫚嫚不意瞄到阿康臂上的疤，想到阿康那一天為了救她不顧自身安危擋流氓一記的往事，竟就在一瞬間愛上了阿康。
雖然賽鴿社有難，小莊卻情場得意，決定跟暗戀的校花心婷，完成一百件快樂的事，想讓心婷內心深處的不快樂一掃而空。
『賽鴿社』因被外賓指定為『參觀目標』之一，戲劇性的風光復社，心婷被小莊找來友情『客串』人頭社員、聽到復社消息竟開心回賽鴿社的嫚嫚、被賴組長臨危授命的學生會會長~~巧萍，和小莊、阿康、斯斯六個人集結起來，為外賓參觀日手忙腳亂、不忘搞笑，也成為心婷認為是最快樂的一天，竟然蓋快樂集點卡不夠，還硬要蓋在小莊臉上，嚇得小莊忙在心婷身邊逃竄。
阿康一見到巧萍就認定乖巧的學生會會長就是他理想的對象，嫚嫚為了巧萍不落入阿康魔手，不上道的常常從中作梗，小莊反而在此刻放棄了心婷，因他從嫚嫚嘴裡得知心婷從高中開始，心中就深藏一個不該愛的人，從此再也不願對別的男孩敞開真心，而斯斯也見到命定中的情人~~賽鴿老王，一見面就認出老王，還跟老王心靈相通，就在老王跟賽鴿社員的重逢之日，心婷無預警失蹤了，小莊也終於發現心婷的秘密其實不單純。
原來心婷心中不該愛的人是她死去姐姐的未婚夫~~兆偉，心婷熱戀兆偉，為他學插花、學作菜，卻不肯表白，因為心婷認為不跟兆偉表白是她對姐姐的贖罪，她認為她私戀姐夫才間接害死姐姐，而兆偉屈於獨子壓力，接受了父母安排的相親，更讓心婷瞬間崩潰，心婷以珍珠般的眼淚，親口對小莊道出她的心事，小莊心疼之餘，更下定一個決心~~就算他的付出勢必被心婷丟棄大海，他還是要堅決守護這個女孩。

### VOL.5~VOL.6
『賽鴿社』成功為學校爭取上億經費，但兩位客串的美女社員—心婷、巧萍也自動解散了。當斯斯歸還『造假』道具時，斯斯遇見了他的夢中情人—品萱，想不到品萱時而溫柔、時有暴力傾向，看到斯斯立刻拳腳相向，還是系上評價兩極的『大怪咖』，大家都勸斯斯能離品萱有多遠就多遠，但斯斯本就不愛人間的『凡夫俗女』，愈是聽說品萱的身體被外星人入侵，還被裝了一根天線來研究人類腦袋的極限等驚悚故事，斯斯愈想從外星人手中解救品萱。
阿康花言巧語想誘巧萍入『賽鴿社』，想不到連哄騙的話都沒說完，巧萍就迫不及待答應加入，阿康心花怒放的認為自己追上巧萍的勝算很大。雖然巧萍入社求之不得，但跟斯斯情投意合的品萱也想加入『賽鴿社』，眾人千方百計想拒絕品萱入社，但禁不住品萱的『金錢攻勢』，最後還是很沒志氣的讓品萱加入了。
斯斯帶著品萱回她出生的孤兒院，想叫外星人把身體還給品萱，在斯斯心中，邪惡的外星人一定兇巴巴，真正的品萱當然是眼前這個溫柔可人、又能跟賽鴿老王溝通的地球人，最後卻戲劇性的揭發真相，那個『不管斯斯是乾的、還是濕的』，一看到就要把他打到連媽媽都不認得的品萱，原來才是真正的品萱，從小就是孤兒院的頭痛人物，但自從被溫柔善良的『外星人品萱』佔領身體後，野蠻的、溫柔的品萱，就常交替出現，弄瘋身邊的人。在斯斯得知真相的同時，相戀的『外星人品萱』也就此消失，只留下『見人就打』的劉品萱...。
心婷原本對兆偉說重話，從此不敢再見兆偉，小莊因而搶得時機陪心婷滑草散心，可惜癡心的小莊不會算計，反倒勸心婷跟兆偉道歉，一心想讓心婷打從心底獲得開心，心婷果然去找兆偉，與他冰釋前嫌，但兆偉也決定出國進修，心婷也只能把喜歡兆偉當成心中永遠的秘密，偏偏小莊、心婷、兆偉卻在賽鴿老王牽引下，三人初次『一起見面』，也終於弄清了：小莊打工咖啡廳的常客—曼特寧先生，竟然就是心婷的心上人—兆偉，兆偉也發現死去女友的妹妹—心婷，從高中開始暗戀的對象就是自己，小莊既然發現『心婷不敢表白的人』老早就是自己的愛情顧問，眼看『愛情顧問』兆偉即將出國，為了不讓心婷終身抱憾，小莊遂跑去要求兆偉給心婷一個表達心意的機會，小莊想幫心婷重現『姐姐的神秘蛋包飯』，在巧萍跨刀相助、以及在深山尋找傳說中的香草，甚至還摔下陡坡的千辛萬苦下，小莊終於成功做出~~跟心婷的姐姐味道一模一樣的蛋包飯，但心婷也因此得知~~小莊早就在不知情的情況下，把心婷喜歡兆偉的心事告訴了『曼特寧先生』，因氣憤小莊多嘴，所以心婷從此再也不理小莊，巧萍得知此事忿忿不平的找上心婷，希望心婷多體諒小莊的心情，別將小莊視為理所當然。
就算阿康放話要大家幫他追求巧萍，只把嫚嫚當成兇巴巴的哥們，但嫚嫚還是一看到阿康跟巧萍在一起，就會很緊張，半夜接到阿康求助的電話，儘管已經發高燒38度半，還是努力起床、吹了一路寒風，幫阿康付帳，但阿康只是清描淡寫的感謝，立即轉身回『貴死人的餐廳』繼續與巧萍談天說笑，完全把冷颼颼門外的發高燒嫚嫚當成空氣。
跟嫚嫚一樣失意的小莊回到蓮花池，回想大家開開心心合作嚇斯斯，都沒有煩惱的時光，嫚嫚也回想他和阿康遇到女鬼後，和阿康在此共睡一夜，但想到那一切快樂的過往再也不會回來了，小莊、嫚嫚同為天涯淪落人，便一同買醉互訴衷情。

### VOL.7~VOL.8
阿康還不知道嫚嫚喜歡他的心意，嫚嫚也還沒下定決心表白，不過阿康卻先對嫚嫚發了一頓脾氣，為了嫚嫚單獨找小莊喝了爛醉如泥一事。
當小莊以為心婷再也會不理他時，心婷卻突然跑來找小莊，因為心婷想通了，她想在兆偉出國的最後關頭，勇敢跟兆偉表達她多年來深埋的愛情，小莊協助心婷一起做出『姐姐味道』的蛋包飯，帶心婷去機場，小莊為了找兆偉，大鬧機場，差點被航警帶走，最後還是如願讓兆偉嚐到心婷親手做的蛋包飯，可惜兆偉表示：『屬於心婷姐姐的感情味道是無法被取代，希望他和心婷都能走出心婷姐姐驟死的陰影，大家別再懲罰自己。』要心婷重新找尋自己的新生活和新戀情。心婷於是敞開心胸，開始想談戀愛了，大家都認為最有希望的~~自然就是一直在她身邊陪她走過情傷的小莊，心婷也高高興興要跟小莊吃飯約會，在途中經過籃球場，卻遇到跟小莊完全不同類型的型男~~Jason，兩人四目交接，立刻觸電。
外星人品萱消失後，地球人品萱當然把斯斯當仇人，不過斯斯在調查小莊情敵—Jason的途中，對遇到困難的品萱出手相助，還邀請『新的品萱』回賽鴿社，逐漸融化品萱用鋼鐵緊緊防衛的心。
阿康不停追問嫚嫚為何兩人會吵架，嫚嫚試探性的問『如果我說是因為你追求巧萍呢？』，阿康跟小莊討論後，確定嫚嫚喜歡的是自己，可是阿康現在一頭熱的只想追求巧萍，所以阿康看到嫚嫚能躲就躲，不惜傷害嫚嫚的感情和自尊。巧萍被阿康緊迫盯人的攻勢下，更加肯定阿康不是她想要的感情，也承認她對小莊的好感，因為嫚嫚透過巧萍對阿康付出關心，巧萍也想藉由嫚嫚之口拒絕阿康，兩人遂成為交換心事的好友，但嫚嫚從巧萍口中得知她心有所屬的對象是小莊時，嫚嫚還是嚇了一跳。
雖然小莊把握了所有機會積極追求心婷，跟Jason強敵數度交手，卻往往是搞笑場面蓋過對情敵的殺傷力，心婷也逐漸在心中下了決定，把小莊定位為最好的朋友。一次陰錯陽差，小莊和Jason互嗆，小莊還對Jason下了戰帖，輸的那一隊要...剃光頭，偏偏比賽項目不是煮菜，也不是養鴿，竟然是跟籃球隊主將Jason~~比籃球。豁出去的小莊、阿康、斯斯，特地去深山拜師，令消失在江湖多年的籃球界傳奇~~勇哥重出江湖，在接受一連串~~『送報、扛瓦斯、被狗追、搶救老王大逃難』嚴格特訓後，籃球鬥牛即將展開。

### VOL.9
賽鴿社三寶和籃球校隊的剃頭殊死戰，因為有心婷、巧萍、嫚嫚、品萱在一旁加油打氣，賽鴿社三人努力把賽局拉成平手，場上發生犯規衝突後，最後由小莊單挑Jason，小莊以三分線投籃，把勝利投進了心婷的內心。以黑馬之姿贏了球賽，小莊把宿舍佈置了玫瑰花道、在周圍點了燭光、穿了一身明星走星光大道的黑色西裝，想藉著最浪漫的燭光晚餐，再次跟心婷告白，自信滿滿的小莊，繼上次收到醜人卡後，這次全副武裝、精心準備，卻還是被心婷以『你是我遇過最好的人，情人只是一時的，為了不失去你這個好朋友，所以只想跟你當永遠的好朋友。』拒絕交往。
自從遭到心婷拒絕的那一天起，小莊就開始打掃校園、資源回收鐵罐鋁罐、修剪校園草坪、清潔全校廁所，還被當色狼轟出女廁，巧萍非常憂心，尤其在小莊不意聽到心婷拒絕他後，卻接受Jason告白，答應跟Jason交往，小莊在校園橫衝直撞，發了瘋的尋找心婷，想要跟心婷求證，好不容易找到了心婷，兩人欲言又止，此刻，小莊反而什麼都問不出口，因為他不知道他有什麼立場去質問心婷？只是小莊還是一直望著心婷，認為心婷應該還是需要跟他說什麼吧，但心婷終究帶著愧疚無辜的表情，坐上Jason的跑車，在小莊面前用沉默回應了她的決心。同時，天空開始下雨。
小莊之前為了打贏球賽，已經消耗體力不停練習，再被發了好人卡後，小莊又不眠不休打掃校園，淋了心婷帶來的那場大雨後，小莊病倒，為了讓小莊退燒，巧萍在床邊貼身照顧，阿康雖然跟巧萍告白，巧萍也找不到機會拒絕阿康，可是號稱『把妹實業家』的阿康看到巧萍照顧小莊的畫面，已經看出巧萍對小莊做的，是對情人而不是對朋友做的事，不需要巧萍用言語拒絕阿康，這畫面在阿康的內心已經造成化學變化。
遭心婷拒絕後，小莊變了，跟哥兒們胡鬧、耍寶的更瘋狂，不再像以前還會正經八百的阻勸斯斯和阿康，而阿康在此時也遇到了感情對手...就是出價五千元要跟嫚嫚共進晚餐的同班同學——孫胖。
斯斯因為跟品萱一起喝醉，兩人在路邊互相扶持，突然看到流星，斯斯許下一個不為人知的心願，品萱太醉了，竟然跟斯斯在公園椅子上相吻，還不小心把嘔吐物吐在斯斯嘴裡，兩人清醒後，品萱完全記不得接吻的事情，因此斯斯開始感覺跟他接吻的品萱，該不會就是消失的那個品萱吧？

### VOL.10~VOL.11
自從阿康決定放棄追求巧萍後，心靈非常空虛，常常不知不覺就晃到女生宿舍而不自覺，也正好撞見嫚嫚已對追求者孫胖釋出善意，終於使得阿康醋意快要爆發。
斯斯為了證明自己是不是愛上地球人品萱，決定挑一個黃道吉日跟品萱接吻，想知道會不會跟外星人品萱一樣，發生觸電，一吻定江山，斯斯高興的告訴地球人品萱：『就算另一個品萱在我面前，我還是會選擇妳。』沒想到這一吻，早已把外星人品萱吻回品萱的身體，斯斯夾在兩個品萱之間，裡外不是人，還被質疑劈腿，無辜的斯斯只好大喊：『不是我一隻腳踏兩條船，而是船她自己從中間裂開了！』直到現在，斯斯還是無法消受一個身體裡，住了兩個愛他的品萱，還不時輪流出現、互相對罵打架、爭風吃醋，斯斯的『齊人之福』快把自己逼瘋了。
在阿康的提醒下，小莊也漸漸發覺巧萍早就喜歡自己了，小莊第一時間的反應就是逃避巧萍，但身邊的朋友全都鼓勵小莊跟巧萍交往，因為大家都認為巧萍是很好的女孩，阿康甚至諷刺小莊：『你這種條件，你還要挑喔？』在賽鴿社全體社員對『莊巧配』推波助瀾下，小莊不得不早日決定自己的意向。
由於小莊打工咖啡廳的老闆娘，替嫚嫚算出她的真命天子已經出現，阿康怕嫚嫚會以為她的真命天子是孫胖不是自己，情急下就強吻嫚嫚，兩人終於打破隱瞞的心事，正式交往，也因此嫚嫚特別支持巧萍追求小莊，因為嫚嫚擔心自己的男友阿康對巧萍死灰復燃，巧萍經過嫚嫚的鼓勵，真的大膽向小莊示愛，但小莊還是忘不了心婷。
賽鴿社社員們為了能創造『將來能大笑三聲』的回憶，在小莊的主導下，大家訓練老王參賽，老王果然不負眾望，晉級前三關，打敗幾萬隻賽鴿，當大家興奮的時候，課外組賴組長因為獲報檢舉，誤以為老王淪為賽鴿社賭博的賭具，更沒收老王，連小莊都放棄鴿賽的最後一關，巧萍卻不忍看到小莊的努力白費，不但找上賴組長理論，甚至挺身對全校演說，希望大家能挺賽鴿社，也是這種堅毅不拔的精神，終於打動小莊，雖然小莊隱隱感覺那不是愛情，可是小莊不忍心辜負巧萍對自己強烈的心意。
心婷跟小莊早已沒有交集，就算不小心在路上看到小莊，也總是匆匆一瞥，每次小莊身邊總有巧萍陪伴，心婷從嫚嫚口中得知巧萍喜歡小莊，感覺十分複雜，聽到賽鴿社有難，心婷想到小莊打工的老闆娘可以幫忙，但她仍沒有勇氣現身賽鴿社，也許是因那場球賽後，二度拒絕小莊，更與賽鴿社的球賽對手—Jason交往，因此和整個賽鴿社產生很大的隔閡。
小莊打工的老闆娘一出手，果然把賴組長迷的團團轉，賴組長除了答應讓老王繼續出賽，更不再視賽鴿社為眼中釘，但為了讓老王有更好的參賽條件，賽鴿社員全體上下拼命打工賺錢養老王，派報的派報、當家教的當家教、嫚嫚兼職當圍事、品萱憑著頭上的天線擺攤算命，也因為這樣上下一心的共患難氣氛，小莊已把巧萍視為自己人，更決心要回報巧萍對自己的好，不但主動牽了巧萍的手，還送了小禮物給她，可是這一幕又正好被路過的心婷看到，小莊明白心婷在自己心底的份量太沉重了，但小莊也不願破壞心婷和Jason兩人的幸福世界，也認為心婷對自己根本沒感覺，最後壓抑了他對心婷激動的鼓盪。
心婷其實已經跟Jason分手，但她找不到機會告訴小莊，目前她對賽鴿社的社員而言，已經完全是個局外人，嫚嫚不希望心婷又喚起小莊的殘念，巧萍和小莊一看到心婷，整個氣氛又會很詭異。但心婷只要一遇到她人生中最棘手的難題──『一群流浪狗失竊記』，她發現她最想要的是：小莊能留在身邊幫她解決，而現實狀況中，她能順利找到的人，真的也只剩下小莊了。
小莊為了幫心婷找回流浪狗，二話不說立刻出門，連鞋子都穿錯，小莊一碰到心婷，立刻以星火燎原的速度重燃愛苗，心婷其實跟Jason分手前，已經知道小莊對她的重要性，但兩人早已錯過相愛的時機，巧萍又是令人不忍傷害的好女孩，現在的局面，只是讓相愛的兩人，變本加厲地有口難言55。

## 運鏡風格
- 快節奏，喜歡PAN，一個場景很少只是在原地定cut
- 講究隧道構圖，畫面常刻意加上前景
- 遇到重點，就會同一個畫面用好幾個角度來呈現，例如:阿康一開始提議成立『賽鴿研究社』，就是『賽』一個阿康特寫的角度、『鴿』換另一個特寫角度、『研』也是，以此類推
- 主、受順序調換，鏡頭會先拍到海報，再直接帶到人在看海報，藉由不同角度都貼有海報，達到先有答案，再有對象的懸疑拍攝方法，或先以一張海報當前景，讓觀眾已經看到了內容，主角再後知後覺跑去看身邊的海報，讓觀眾比主角還要先知道答案
- 背光，很多重要場景，會以仰角角度，讓主角的頭正好蓋住刺眼的陽光或燈光，想在大白天營造出背光以及光暈的效果

## 導演風格
- 對廢棄物的執著：主角行走間，常一腳將路上的空鐵罐踢出鏡頭外，導演還會特別拍出路上丟棄飲料被車輪碾過的特寫
- 誇張風格：例如劇本只寫炸東西，導演會試圖呈現出整鍋起火的場面
- 對連戲的嚴格要求，不管是服裝、書包、臉上的傷，都會嚴謹的連到下一場戲，女主角心婷在兆偉出國後，立刻換書背、上衣顏色，每一場戲都不會拿錯書包或穿錯上衣顏色。甚至主角臉上的瘀青，也會隨時間慢慢變淡，然後痊癒。另外一個重要的風格，打架的場景非常多，每次打完架，下一場戲，被打的人臉上一定會有傷
- 台灣的戲劇一般有帶到電腦螢幕或電視螢幕，不管主角是不是在辦公中，電腦螢幕永遠是關閉中，怕干擾到整體畫面。但本劇特殊之處，就是導演反而故意將電腦螢幕或電視螢幕打開來，甚至播放動態畫面或電視KTV，讓螢幕的豐富的色彩當背景，增加整個場景的色彩層次及動感。
- 常使用時序的交錯，不會平鋪直敘拍完劇本，例如很重要的一場戲：小莊二度告白遭拒，先拍攝小莊告白，接著女主角要反應時，卻跳到其他配角的戲份，再回來主線時，已經是小莊告白完的畫面，至於女主角對告白的反應到底是什麼？是用倒敘法，透過小莊向友人『報告』戰敗理由，才又跳回女主角回應的場景，不少這樣的例子可看出導演不甘於平鋪直敘的想法，也增加了戲劇的節奏和活潑調性。
- 部份場景有使用到電影的手法，例如：想像中的槍戰場面，以及阿康在PUB為了救嫚嫚，徒手擋住流氓砸來的酒瓶，玻璃碎片四射，都是在一般台灣偶像劇較不會出現的拍攝手法。
- 主角會對著鏡頭外的觀眾說話，甚至斯斯突然從鏡頭前冒出他的大臉，或曾經模擬畫面被暫停，四週的人突然停格，主角跳離劇中角色，跟觀眾解說專有名詞，都是屬於新式的呈現風格。
- 動物角色的模擬：曾經從鴿籠往外拍攝主角，模擬了鴿子的視野。
- 對每句台詞都非常細心，希望盡量能把台詞具體呈現，例如男主角有一句台詞：我何只加油，我連鞋油、蠟都用上了，這句台詞本來可以特寫主角的臉，把這句話直接念過去，但導演還真演出了男主角使用鞋油的畫面，可看出導演連小細節都不輕易放過。
- 顯眼的路人，例如有一場戲，趕時間的男女主角困在車陣中動彈不得，這時導演就安排了一個穿著深色衣服的路人，不守法的穿梭車陣，讓觀眾預期路人等會兒是否有和主角交手的戲份，最後卻沒有，這可說是造成了『路人的懸疑氣氛』，另外，學校場景的學生路人有時很明顯就是劇組工作人員的打扮，搶戲的路人，也在本劇中展現。
- 留白的想像空間，有幾場戲不會演的太清楚，盡量留下想像空間，例如男女主角為了學做蛋包飯，努力打掃餐廳，後來餐廳主廚說『再掃一個禮拜吧。』只見男主角挽起袖子，走向鏡頭，然後一黑，下一場男女主角已經再學蛋包飯，主廚臉上有被揍過的瘀傷。還有另一場重要的戲，暗戀男主角已久的女配角跟男主角表白，可是男主角還沒回應時，已經跳到下一場戲，觀眾只能藉由兩人之間的互動來猜測男主角在被告白後的反應。
- 豐富的喜劇元素:例如男主角某次抽籤，希望學伴能抽到女主角這個大籤王，但不知該用左手還是右手抽籤，只好自己的左手跟右手互相猜拳，一隻手贏了，男主角還指著自己的那隻手說『就是你』。還有某次男女主角被流氓追殺，男主角急喊『這邊』就往左方跑去，原先在左方的女主角卻反往右方跑去(本來兩人要一起逃，卻因此反方向)，男主角發現不對，又對女主角喊『是另一邊』，結果女主角改往左邊跑，男主角卻也改往右邊跑，兩人又繼續反方向(雖然這是電影經典的橋段，但在電視偶像劇中，拍出來的效果很不錯)。另外一個例子，就是男主角和朋友一邊互丟賽鴿，一邊逃逸，男主角很帥氣很熟練的把賽鴿老王往橋下一丟，大喊『斯斯接住！』，但友人斯斯卻很悠閒的走在橋上，還問說：『你叫我嗎?』男主角很震驚的往橋下望，然後哭喊:『老王~~。』都融合許多喜劇的元素。
- 運用電影的手法：劇情會中途停格，男主角突然對鏡頭說話，甚至結局的時候，男主角對鏡頭說：『故事說到這裡....』，也能沖淡觀眾對結局不夠圓滿的失落感覺。

## 劇本風格
- 與影劇時事的結合，例如戲中的主角台詞可能會出現：就像楊宗緯離開星光幫，怎麼可能加入棒棒堂，也會提到時下的綜藝節目，如:我愛黑澀會...等等。也曾讓劇中的主角利用流行歌〈豆漿油條〉來背演講稿，或者在劇中提到時下流行歌手林俊傑簽唱會...等對白。也與新聞時事結合，因此曾出現：三隻小豬都是成語了！或者，開心的回去找媽媽等新聞名句(開心的回去找媽媽的原句是：哭著回去找媽媽)。
- 劇本深度，劇本明顯更有細膩和深度，例如角色心情的對比，嫚嫚因為看到小莊對Cindy的殷勤，所以看到孫胖對自己就想到小莊對Cindy，還有小莊因為不想把巧萍當成治療情傷的替代品，所以逃避巧萍，也巧妙對照出，心婷不想把小莊當成兆偉的替代品而拒絕小莊。劇本對情感有循序漸進的層次安排，例如：小莊對心婷的關係，一見面就被打，是男女主角邂逅的橋段，但男主角不會一下子就交出感情，甚至被女主角發了一張獨一無二的醜人卡，只是覺得丟臉，想還躲女主角躲到畢業，後來同一社團，被女主角依賴後，看到女主角的笑容，才重新燃起追求的勇氣，可是打工的老闆娘算命算出，女主角可能心中早有不該愛的人，又從女主角的朋友(嫚嫚)口中確認了真有這號人物存在，確定女主角早已不願接受別人的感情，此時，男主角又躲著女主角，但之後的事件又讓男主角更進一步告訴自己：即使最後得不到回報，也可以對女主角繼續付出。由此可知，劇本不會像一般的戲劇，沒有心理層次的理由就一頭熱深愛對方，劇本盡量去鋪陳出愛情的進化表。(當然主因也是原著小說原身就有很好的劇情架構，劇本改編，也相當重視情節邏輯合不合理，也會符合該角色個性會做的事情。)
- 結局的餘味，留下想像空間，又不會像是還沒有結局，拿捏的功力不錯。
- 據說原著並沒有品萱這個角色，因此本劇是少數以雙重人格為女主角之一的偶像劇，劇本以雙重人格者自己碰自己的肩膀、照鏡子等方式來跟另一個人格對話，兩人格之間轉換之快速，卻不會讓觀眾混淆是哪一個人格現身，可說是眾多偶像劇中少有的精品。
- 多數觀眾對女主角不夠認同，反而更認同女配角，也是本劇特殊的風格之一。
- 劇中對白特別的KUSO風格，常會提及：狗屁台詞、本劇下檔、被全國觀眾唾棄到死、感謝導演和工作人員...。

## 評論
- 女主角心婷的高中時代，應該跟大學時代有所區別，高中時代的心婷可剪短髮、不化妝。
- 第十二集去小莊的老家，與整劇的節奏明顯脫節，也與劇情無關，有拖戲之嫌。小莊的弟弟和表妹因為對劇情發展毫無影響力，容易淪為多餘的路人角色。建議可設計成：因為小莊弟弟看到巧萍對小莊的作為，回想之前小莊因為追求心婷非常低潮，更力勸小莊把握巧萍，小莊也深受親人的影響，產生可能將感情轉向巧萍的變數。因場景在小莊的老家，更可藉此呈現小莊內心不為人知的一面，例如可以看到小莊的日記、照片或字條，可著墨小莊在愛人(心婷)與被愛(巧萍)之間的落差。如此較能突顯感情戲份上的張力。
- 雖然有點吹毛求疵，可是最後一集，心婷困在山區，小莊奮命搶救，這樣的場景不應該發生在大白天，天色昏黃接近天黑，將更能營造窮途末路大吐真言的氣氛。
- 兆偉在心婷心中的份量為何會突然超越小莊？小莊的對手本來就不是Jason而是兆偉，可是心婷跟Jason分手後，再也沒提到兆偉這個人，讓人覺得有點奇怪。
- 動畫還有加強空間，尤其鴿子飛的樣子像老鷹。
- 金斯斯的角色非常成功，讓觀眾很有新鮮感，但因為金斯斯是偏重搞笑角色，根據觀察，得到超乎劇情重點受到關注的，反倒是感情戲份很濃厚的女性角色~~沈嫚嫚，沈嫚嫚以強悍難以親近卻又偷偷暗戀別人的矛盾，一路上個性遇強則強、遇弱則弱，是一般偶像劇較罕見的角色，張力十足，也讓不少戲迷印象深刻。

## 工作人員名單
| 職稱     | 人員                     |
| -------- | ------------------------ |
| 製作人   | 隋愛朋、劉希艾           |
| 編劇     | 曹晴雅、方懿德、林雅淳   |
| 導演     | 張哲書                   |
| 統籌     | 王智源                   |
| 製片     | 任子成                   |
| 製片助理 | 吳宗台                   |
| 副導演   | 陳峟良                   |
| 場記     | 黃台盈                   |
| 場務     | 洪聖育、廖經中           |
| 攝影公司 | 大川大立影音股份有限公司 |
| 攝影師   | 傅永勝                   |
| 視訊工程 | 小白                     |
| 成音工程 | 小融                     |
| 音樂音效 | 奕鳴                     |
| 後製工程 | 阿發視覺特效股份有限公司 |
| 燈光師   | 王理                     |
| 燈光助理 | 李仁貴、蔡守富           |
| 剪接師   | 蘇佩玉、溫明龍           |

## 電視原聲帶
| 曲目 | 標題                             | 演唱     |
| ---- | -------------------------------- | -------- |
| 0    | 資料檔案 無法讀取                |          |
| 1    | 因為你笑了(電視劇的內容剪成的MV) | DR. MOON |
| 2    | 換季(MV)                         | 金莎     |
| 3    | 不愛拉倒(MV)                     | 胡靈     |
| 4    | 期待你的愛 (原來我不帥片尾曲)    | 林俊傑   |
| 5    | 快點來愛我 (原來我不帥片頭曲)    | 李玖哲   |
| 6    | 不愛拉倒 (原來我不帥插曲)        | 胡靈     |
| 7    | 換季 (原來我不帥片插曲)          | 金莎     |
| 8    | 期待你的愛 (原來我不帥片尾曲)    | 林俊傑   |
| 9    | L-O-V-E(原來我不帥插曲)          | 林俊傑   |
| 10   | 因為你笑了(原來我不帥插曲)       | DR. MOON |
| 11   | 期待你的愛 (曠世情海版)          | 林俊傑   |
| 12   | 不愛拉倒 (醜男的愛情格鬥版)      | 胡靈     |
| 13   | 換季 (要換不換之心情複雜版)      | 金莎     |
| 14   | 快點來愛我 (宅男打不倒振作版)    | 李玖哲   |
| 15   | 快點來愛我 (醜男其實很柔情版)    | 李玖哲   |
| 16   | 因為你笑了 (笑出一朵花版)        | DR. MOON |
| 17   | 期待你的愛 (宅男出運版)          | 林俊傑   |

## 每集收視率[1]

### 台灣：無線台首播
| 民視無線台首播時間 | 集數   | 收視率 | 同時段無線台排名 |
| ------------------ | ------ | ------ | ---------------- |
| 13/1/2008          | 第1集  | 0.72   | 4                |
| 20/1/2008          | 第2集  | 0.70   | 4                |
| 27/1/2008          | 第3集  | 0.76   | 4                |
| 3/2/2008           | 第4集  | 0.86   | 4                |
| 10/2/2008          | 第5集  | 0.73   | 4                |
| 17/2/2008          | 第6集  | 0.86   | 4                |
| 24/2/2008          | 第7集  | 0.78   | 4                |
| 2/3/2008           | 第8集  | 0.77   | 4                |
| 9/3/2008           | 第9集  | 0.74   | 4                |
| 16/3/2008          | 第10集 | 0.86   | 4                |
| 23/3/2008          | 第11集 | 0.71   | 4                |
| 30/3/2008          | 第12集 | 0.64   | 4                |
| 6/4/2008           | 第13集 | 0.60   | 4                |

平均收視率：0.75

## 相關週邊

### 書籍
- 《原來我不帥》小說(2006年2月27日出版)作者：Lowes 出版社：圓神
- 《原來我不帥-JJ宅男初體驗》(2008年2月29日) 作者：衛視中文台 出版社：圓神
- 《阿宅醒醒》小說(2007年5月25日出版)作者：Lowes 出版社：圓神

### 電視原聲帶
電視原聲帶於2008年2月1日發行，片頭曲由金曲歌王李玖哲(在劇中飾演斯斯)演唱、片尾曲以及插曲由擔任本劇男主角—小莊的林俊傑演唱，其於分別由中國歌手金莎、胡靈演唱。
曲目列表
1. 期待你的愛 - 林俊傑
2. 因為你笑了 - DR. MOON
3. 換季(MV) - 金莎
4. 不愛拉倒(MV) - 胡靈
5. 期待你的愛 (原來我不帥片尾曲)- 林俊傑
6. 快點來愛我 (原來我不帥片頭曲)- 李玖哲
7. 不愛拉倒 (原來我不帥插曲) - 胡靈
8. 換季 (原來我不帥插曲)- 金莎
9. 期待你的愛 (原來我不帥尾曲)- 林俊傑
10. L-O-V-E(原來我不帥插曲)- 林俊傑
11. 因為你笑了(原來我不帥插曲) - DR. MOON
12. 期待你的愛 (曠世情海版)- 林俊傑
13. 不愛拉倒 (醜男的愛情格鬥版) - 胡靈
14. 換季 (要換不換之心情複雜版)- 金莎
15. 快點來愛我 (宅男打不倒振作版)- 李玖哲
16. 快點來愛我 (醜男其實很柔情版)- 李玖哲
17. 因為你笑了 (笑出一朵花版)- DR. MOON
18. 期待你的愛 (宅男出運版)- 林俊傑

### 影視DVD
- 《原來我不帥》(台版)分成上中下3套(未定)，分配如下：
- 上套：1—4集－發行公司：采昌(2008年1月31日發行)
- 中套：5—8集－發行公司：采昌(2008年2月28日發行)
- 下套：9-13集－發行公司：采昌(2008年3月27日發行)

## 播放檔次
| 台灣民視無線台 週日劇場              | 台灣民視無線台 週日劇場            | 台灣民視無線台 週日劇場 |
| ------------------------------------ | ---------------------------------- | ----------------------- |
|                                      | 原來我不帥 (2008.1.13 - 2008.4.06) |                         |
| 愛情兩好三壞 (2007.10.14 - 2008.1.6) | 武十郎 (2008.4.13 - 2008.5.18)     |                         |

| 台灣衛視中文台 週六劇場               | 台灣衛視中文台 週六劇場                  | 台灣衛視中文台 週六劇場 |
| ------------------------------------- | ---------------------------------------- | ----------------------- |
|                                       | 原來我不帥 (2008.1.19 - 2008.4.12)       |                         |
| 愛情兩好三壞 (2007.10.20 - 2008.1.12) | 黑糖瑪奇朵(重播) (2008.4.19 - 2008.7.12) |                         |

| 中国湖南卫视 金鹰独播剧场 周一至四、周六、周日 22:00-24:00 | 中国湖南卫视 金鹰独播剧场 周一至四、周六、周日 22:00-24:00 | 中国湖南卫视 金鹰独播剧场 周一至四、周六、周日 22:00-24:00 |
| ---------------------------------------------------------- | ---------------------------------------------------------- | ---------------------------------------------------------- |
|                                                            | 原来我不帅 （2009年7月18日 - 2009年7月23日）               |                                                            |
| 微笑在我心 （2009年6月27日 - 2009年7月16日）               | 校花 （2009年7月25日 - 2009年8月8日）                      |                                                            |

## 外部連結
- 原著作者Lowes個人部落格 （页面存档备份，存于）
- 原來我不帥(偶像劇)官方網站
- MSN：原來我不帥(偶像劇)專區
- 騰訊娛樂：原來我不帥專區(簡體)